# 第22回競輪祭
第22回競輪祭（だい22かい けいりんさい）は、1980年に小倉競輪場で行われた。

## 決勝戦
- 全日本競輪王戦　11月25日（火）

| 着順 | 車番 | 選手       | 登録地 |
| ---- | ---- | ---------- | ------ |
| 1    | 9    | 中野浩一   | 福岡県 |
| 2    | 1    | 国持一洋   | 静岡県 |
| 3    | 3    | 菅田順和   | 宮城県 |
| 4    | 8    | 山口国男   | 東京都 |
| 5    | 5    | 久保千代志 | 愛知県 |
| 6    | 6    | 江嶋康光   | 福岡県 |
| 7    | 4    | 大和孝義   | 山口県 |
| 落   | 2    | 緒方浩一   | 熊本県 |
| 落   | 7    | 木村一利   | 広島県 |

- 配当 
  - 連勝単式 6－1　870円

### レース概要
逃げる江嶋につけた中野が、２角付近から捲りを試みる菅田に併せて番手捲り。中野は２センター付近で菅田を振り切り先頭へ。その直後、中野後位を巡って、国持、緒方、木村が競り合ったところ、緒方と木村が落車。国持が追いすがったものの、中野が振り切り、オールスター競輪に続いて特別競輪連覇。また、特別競輪は通算４度目の制覇とあいまった。
なお、11月23日（日・祝）に決勝戦が行われた、全日本新人王戦は、亀川修一（兵庫県）が優勝した。

### 中野浩一が年間獲得賞金額１億円突破
当大会終了後、年間獲得賞金額が9833万8600円となった中野は、翌12月8日（月）に行われた松戸競輪の開設30周年記念決勝戦を制し、史上初の「1億円プレーヤー」となった。ちなみに、中野の当年の最終年間獲得賞金額は111,410,600円だった。